# Smolarek łuskowany
Smolarek łuskowany (Myrmecocichla formicivora) – gatunek małego ptaka z rodziny muchołówkowatych (Muscicapidae), podrodziny kląskawek (Saxicolinae). Występuje w Afryce Południowej. Nie jest zagrożony wyginięciem.

## Taksonomia
Po raz pierwszy gatunek opisał John Wilkes, autor Encyclopaedia Londinensis. Opis ukazał się w tomie 16 wspomnianego dzieła. Wilkes nadał nowemu gatunkowi nazwę Motacilla formicivora; stosowany zapis to (Wilkes, 1817), jednak niektóre źródła, np. obszerne Die Vögel Afrikas Antona Reichenowa, niesłusznie przyznają pierwszeństwo Vieillotowi. Holotyp pochodził z okolic rzek Sundays i Swartkops. Niektórzy autorzy sugerują, że smolarek łuskowany i brunatny (Myrmecocichla aethiops) są konspecyficzne. M. formicivora jest gatunkiem monotypowym.

## Morfologia
Długość ciała wynosi 17–18 cm, masa ciała – 35–51 g. Wymiary szczegółowe według Antona Reichenowa: długość skrzydła 95–103 mm, ogona – 65–70 mm, dzioba – 19–20 mm, skoku – 33–36 mm. Ogółem upierzenie smolarka łuskowanego ma kolor jednolicie ciemnobrązowy. W locie widać biały pas utworzony na skrzydle przez białe nasady lotek I rzędu. Samiec jest ciemnobrązowy, na barkówkach ma białą plamkę. Samice i młode są jaśniejsze, nie mają białej plamki. Smolarki łuskowane są bardzo podobne do smolarków brunatnych.

## Zasięg występowania
Smolarek łuskowany występuje we wschodniej Namibii, południowo-zachodnim Zimbabwe na południe po Republikę Południowej Afryki, Suazi i Lesotho. BirdLife International szacuje zasięg na 2,09 mln km².

## Ekologia
Środowiskiem życia smolarka łuskowanego są otwarte tereny trawiaste, półpustynne zakrzewienia, trawiaste wzgórza i otwarta, spustynniała sawanna. Pożywienie M. formicivora stanowią głównie mrówki i termity. Zimą żerują głównie na ziemi, latem wolą polować z gałęzi. Prócz mrówek i termitów jedzą również chrząszcze, prostoskrzydłe, pluskwiaki i gąsienice, dwuparce i solfugi; również owoce. 

### Lęgi
Okazjonalnie gniazduje kooperatywnie; parze pomagają wtedy ich młode z poprzedniego lęgu. Sezon lęgowy trwa od września do grudnia w Botswanie, od sierpnia do kwietnia w RPA. Smolarek łuskowany gniazduje w norach długich na 30–150 cm. Wydrąża je samemu w piaszczystych skarpach lub nad norą mrównika afrykańskiego (Orycteropus afer). Kopią oba ptaki z pary, zajmuje im to 8 do 10 dni. Gniazdo to miseczka z suchych traw i korzeni. W zniesieniu znajduje się 2–7 jaj (zwykle 3) o wymiarach 25–26 na 19 mm. Samica wysiaduje przez 14–15 dni. Młode są karmione przez oba ptaki z pary, czasem także pomocników. Opuszczają gniazdo po 15–18 dniach, a przez kolejne 7–10 nadal wymagają karmienia przez rodziców. Później nadal jednak używają nor jako schronienia i miejsca odpoczynku.
Niekiedy pasożytami lęgowymi smolarków łuskowanych stają się miodowody duże (Indicator indicator). Jaja bywają zjadane przez Rhabdomys pumilio.

## Status
IUCN uznaje smolarka łuskowanego za gatunek najmniejszej troski (LC, Least Concern) nieprzerwanie od 1998 (stan w 2020). BirdLife International ocenia trend populacji na stabilny. Ptak pospolity w całym swoim zasięgu, rzadszy jedynie we wschodniej części zasięgu; w Zimbabwe stwierdzony zaledwie dwukrotnie.